# Катастрофа Ан-24 в Лиепае
Катастрофа Ан-24 в Лиепае — авиационная катастрофа, произошедшая субботним утром 30 декабря 1967 года близ Лиепаи. Авиалайнер Ан-24Б Рижского ОАО авиакомпании «Аэрофлот» завершал плановый внутренний рейс Л-51 по маршруту Рига — Лиепая, но при заходе на посадку в Лиепайском аэропорту лайнер прервал заход на посадку и ушёл на второй круг. Однако при уходе на второй круг у лайнера возникла обратная тяга на двигателе №2. Вскоре лайнер ударился о заснеженное поле, подскочил на поле, после чего рухнул на землю и полностью разрушился. Из находившегося на его борту 51 человека — 46 пассажиров и 5 членов экипажа, погибли 43 (по другим данным — 44), а выжили 8 (по другим данным — 7).
Катастрофа рейса 51 стала крупнейшей авиационной катастрофой в Латвии и её авиации.

## Самолёт
Ан-24Б с бортовым номером СССР-46215 (заводской — 67302909) был выпущен 30 ноября 1966 года и вскоре был передан в Рижский объединённый авиаотряд. На момент катастрофы годовалый лайнер имел налёт — 1934 часа, о циклах «взлёт-посадка» неизвестно.

## Состав экипажа
Ан-24 пилотировал экипаж из 106-го лётного отряда, в состав которого входили 5 человек:
- Командир воздушного судна (КВС) — Александр Костынов
- Второй пилот — Эдуард Смирнов
- Штурман — Анатолий Науцевич
- Бортмеханик — Николай Антипов

В салоне авиалайнера работала стюардесса Валентина Барнолицкая.

## Хронология событий
30 декабря 1967 года в 06:50 утра местного времени (07:50 МСК) рейс 51 с 46 пассажирами (42 взрослых и 4 ребёнка) и 5 членами экипажа вылетел из Рижского аэропорта, а рейс выполнял Ан-24Б борт СССР-46215, летящий из Риги в Лиепаю, а после набора высоты лайнер занял эшелон полёта 3300 метров. Всего на борту самолёта находился 51 человек: 46 пассажиров (42 взрослых и 4 ребёнка) и 5 членов экипажа.
Небо было полностью затянуто кучевыми облаками высотой 540 метров, а видимость составляла 10 километров. Заходя на посадку в Лиепаю ещё в темноте, экипаж связался с диспетчером и доложил расчётное время прибытия, на что получил указания по заходу на посадку магнитным курсом 248°. Далее экипаж доложил о пролёте ДПРМ, но когда диспетчер спросил их, видят ли они полосу, ответа не прозвучало, а на повторные вызовы с самолёта не отвечали.
Когда Ан-24 проходил ДПРМ, штурман доложил, что они находятся на высоте 300 метров, тогда как установленная высота пролёта составляла 200 метров. В связи с этим, командир принял решение уходить на второй круг, для чего взялся за РУДы, чтобы увеличить мощность двигателей. Но неожиданно самолёт начал входить в левый крен, а затем быстро снижаться с вертикальной скоростью до 18 м/с. В 1800 метрах после ДПРМ и в 250 метрах левее огней подхода самолёт плашмя ударился о заснеженное поле, после чего подлетел вверх и пролетел так 140 метров, после чего врезался правым крылом в телефонный столб, в результате чего у крыла оторвало кусок 3 метра длиной, а Ан-24 начал быстро входить в правый крен. Пролетев так ещё 1270 метров, в 08:36 самолёт врезался в землю с глубоким правым креном (48°) и полностью разрушился. Пожара при этом не возникло.

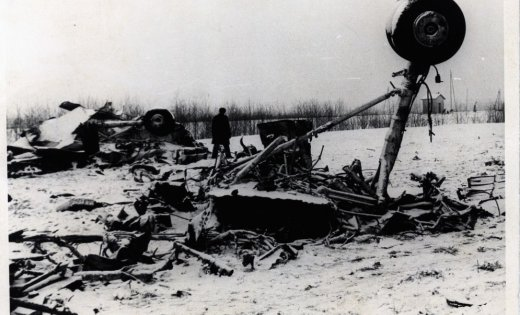
Фрагмент самолёта после крушения

В катастрофе погибли 3 члена экипажа (второй пилот, бортмеханик и стюардесса) и 40 пассажиров, то есть всего 43 человека (по другим данным — 44). 2 члена экипажа (командир и штурман) и 4 пассажира получили серьёзные ранения, а 2 пассажира — лёгкие. Это крупнейшая авиакатастрофа в Латвии.

## Расследование
Согласно выводам следственной комиссии причиной катастрофы стал отказ левой силовой установки, которая работала в режиме обратной тяги, а экипаж слишком поздно начал исправлять ситуацию. По мнению комиссии, самолёт заходил в посадочную глиссаду на скорости 300 км/ч, вместо рекомендуемых 220 км/ч, поэтому экипаж для снижения скорости применил обратную тягу. Однако после принятия решения об уходе на второй круг командир стал увеличивать тягу двигателей, а также убрал шасси и закрылки. Но РУД левого двигателя уже зашёл за защёлку, поэтому, когда правый винт начал тянуть самолёт вперёд, левый всё ещё толкал назад, что и привело к появлению резкого крена влево.
К сожалению, на самолёте система автоматического флюгирования винтов не была задействована в полном объёме. Она не включалась при работе двигателей на пониженном режиме. По свидетельству другого пилота, летавшего в то время на самолётах данного типа в Латвийском управлении гражданской авиации: «Автомат уже был установлен на самолете. Для работы системы требовалось подключить всего два провода, но до катастрофы под Лиепаей, согласно существующим инструкциям по Ан-24, на первом этапе эксплуатации это не допускалось» (см. раздел ссылки). В дополнение к неработающей системе автоматического флюгирования винтов, преждевременная уборка шасси и закрылков только усугубили ситуацию.